# Mylo Xyloto Tour
Mylo Xyloto Tour fue la quinta gira musical de la banda británica Coldplay, en apoyo de su quinto álbum de estudio Mylo Xyloto. Inició el 26 de octubre de 2011 con una serie de conciertos en Europa. Un espectáculo completo de producción comenzó en diciembre de 2011 en el Reino Unido y los Emiratos Árabes Unidos y continuó en 2012 con presentaciones en América del Norte, Europa y Australia. Diecinueve artistas fueron los actos de apertura de los conciertos de Coldplay, entre ellos Emeli Sandé, Marina and the Diamonds y Rita Ora, entre otros.
La gira recaudó más de $180 millones de dólares y vendió más de dos millones de entradas. Aún sin finalizar la gira, la revista Billboard la incluyó en el quinto puesto de las giras más recaudadoras del 2012. Para promocionar la gira, fueron transmitidos en directo distintos conciertos realizados en distintos países. El más conocido fue el que American Express presentó a través de YouTube el espectáculo presentación de la gira, titulado «Coldplay: Live Unstaged» en Madrid, España, el 26 de octubre de 2011. La transmisión fue dirigida por Anton Corbijn.

## Antecedentes
Tras dedicar una gira promocional en el verano de 2011 en Europa, América y África, la banda anunció la gira a través de su cuenta en Twitter en septiembre de 2011. Las fechas iniciales reveladas fueron en el Reino Unido, Francia, Alemania y Bélgica. Una selección de conciertos se agregaron para octubre, noviembre y diciembre, viendo la banda participar en festivales de radio y conciertos exclusivos para los admiradores. Debido a la demanda, la banda añadió conciertos adicionales en el Reino Unido. Una de esas fechas fue un concierto en Dingwalls en Londres. Allí, tocó en varios programas para ayudar a financiar su álbum debut. Posteriormente en noviembre, se agregaron más fechas en el Reino Unido, esta vez, tocando en estadios en junio de 2012. Las presentaciones en Mánchester, Sunderland y Londres se agotaron en menos de dos horas. La gira inició el 26 de octubre de 2011 con un concierto transmitido en directo en Madrid.

## Actos de apertura
- Emeli Sandé (Europa—Etapa 1, ciertas fechas)[13] (Norte América—Etapa 2, ciertas fechas)[12]
- Marina and the Diamonds (Mánchester—4 de diciembre)[14] (Europa— Etapa 2 y 3, ciertas fechas)[15][16] (Norte América—Etapa 2, ciertas fechas)[12]
- Metronomy (Norte América—Etapa 1)[34]
- The Pierces (Norte América—Etapa 1)[34][35]
- Robyn (Europa—Etapa 2, ciertas fechas)[15] (Norte América—Etapa 2, ciertas fechas)[12][36]
- Rita Ora (Europa—Etapa 2, ciertas fechas)[15][17]
- Wolf Gang (Norte América—Etapa 2, ciertas fechas)[12][37]
- The Temper Trap (Australia)[38]
- The Pierces (Vancouver) (Australia)[38][39]
- Fedde le Grand (Madrid)[40]
- The Low Suns (Mánchester—4 de diciembre, Londres—9 de diciembre)
- Steve Coogan (Londres—10 de diciembre)[41]
- Rob Brydon (Londres—10 de diciembre)[41]
- Tinie Tempah (Londres—10 de diciembre)[41]
- Ash (Londres—1 de junio)[15]
- Charli XCX (Mánchester— 9 de junio), (Norte América— Etapa 2, ciertas fechas), (Europa— Etapa 3, ciertas fechas)[42][43][44]
- City and Colour (Vancouver)[39]
- Here We Go Magic (Montreal)[42][44]
- Naturally 7 (Nueva York, Uncasville)[45]

## Lista de canciones
| Repertorio I |
| --- |
| Repertorio principal: 1. «Mylo Xyloto» (Introducción instrumental) 2. «Hurts Like Heaven» 3. «Yellow» 4. «In My Place» 5. «Major Minus» 6. «The Scientist» 7. «Violet Hill» 8. «God Put a Smile upon Your Face» 9. «Paradise» 10. «Up in Flames» 11. «Viva la Vida» 12. «Charlie Brown» Encore: 1. «Clocks» 2. «Fix You» 3. «M.M.I.X.» (Interludio instrumental) 4. «Every Teardrop Is a Waterfall» Notas - Durante el concierto en Las Ventas en Madrid, la banda interpretó «Lost!» entre «Major Minus» and «The Scientist». También interpretaron «Til Kingdom Come» and «Politik» después de «Up in Flames» y «Life is for Living» al final del repertorio principal. - Durante el concierto en el UEA Large Common Room en Norwich, la banda interpretó «We Found Love». También incluyeron el encore como parte del repertorio principal e interpretaron un encore después del repertorio principal con «Green Eyes», «Parachutes», «Shiver» y «Us Against the World». - Durante el concierto en La Cigale en París, la banda interpretó «Life is for Living» al final del repertorio principal. - Durante el concierto en E-Werk en Colonia, la banda incluyó «Clocks» y «Fix You» como parte del repertorio principal, y volvieron con un encore con una versión acústica de «Speed of Sound» y la versión estándar de «Every Teardrop is a Waterfall». |

| Repertorio II |
| --- |
| 1. «Mylo Xyloto» (contiene elementos de «Back to the Future Overture») (Introducción instrumental) 2. «Hurts Like Heaven» 3. «Yellow» 4. «In My Place» 5. «Major Minus» 6. «Lost!» 7. «What If» 8. «Violet Hill» 9. «God Put a Smile upon Your Face» 10. «The Scientist» 11. «Up in Flames» 12. «Us Against the World» 13. «Politik» 14. «Viva la Vida» 15. «Charlie Brown» 16. «Paradise» Encore 1. «Clocks» 2. «Fix You» 3. «M.M.I.X.» (Interludio instrumental) 4. «Every Teardrop Is a Waterfall» Notas - Durante el concierto en el Scottish Exhibition and Conference Centre, la banda interpretó «Daylight». También interpretaron «Til Kingdom Come» en lugar de «Us Against the World». Esto se hizo también en el Manchester Evening News Arena. - Durante el concierto en Dingwalls, la banda interpretó «Christmas Lights». La canción fue tocada en la presentación del 10 de diciembre de 2011 en el O2 Arena, y luego una vez más en el último concierto de la etapa europea en el O2 World Arena. - Durante el concierto del 9 de diciembre de 2011 en el O2 Arena, la banda interpretó «Don't Panic». Durante el concierto en el Palais Omnisports de Paris-Bercy, la banda interpretó «Shiver» en lugar de «What If». Fue interpretada nuevamente en el Lanxess Arena, pero en un entorno acústico. - Durante el concierto en Ahoy Rotterdam, la banda interpretó «White Christmas». |

| Repertorio III |
| --- |
| 1. «Mylo Xyloto» (contains elements of "Back to the Future Overture") (Instrumental Introduction) 2. «Hurts Like Heaven» 3. «In My Place» 4. «Major Minus» 5. «Lovers in Japan» 6. «The Scientist» 7. «Yellow» 8. «Violet Hill» 9. «God Put a Smile upon Your Face» 10. «Princess of China» 11. «Up in Flames» 12. «Warning Sign» 13. «A Hopeful Transmission» (Interludio instrumental) 14. «Don't Let It Break Your Heart» 15. «Viva la Vida» 16. «Charlie Brown» 17. «Paradise» Encore 1. «Us Against the World» 2. «Speed of Sound» 3. «Clocks» 4. «Fix You» 5. «M.M.I.X.» (Interludio instrumental) 6. «Every Teardrop Is a Waterfall» Notas - Durante el concierto en el Rexall Place en Edmonton, la banda interpretó «Lost!» en lugar de «Lovers in Japan». También interpretó «Yellow» antes de «The Scientist». - La versión acústica de «Speed of Sound» no fue añadido a la lista de canciones hasta el 2 de mayo en el concierto del Hollywood Bowl en Hollywood. - Durante el concierto del 4 de mayo en el Hollywood Bowl, Coldplay interpretó una versión de «(You Gotta) Fight for Your Right (To Party!)» de los Beastie Boys en lugar de «Warning Sign» para conmemorar la muerte de Adam «MCA» Yauch. - Durante el concierto del 30 de julio en el TD Garden, la banda interpretó «Green Eyes» en lugar de «Warning Sign». - Durante el primero de los dos conciertos de Sídney en el Sydney Football Stadium, la banda tocó «Rocket Man» de Elton John como un homenaje a su mentor inspirador. En el segundo concierto, interpretaron «What a Wonderful World» con letras cambiadas como homenaje a Sídney. |

| Barclays Center, Brooklyn - 31 de diciembre de 2012 |
| --- |
| 1. «Mylo Xyloto» (contiene elementos de «Back to the Future Overture») (Introducción instrumental) 2. «Hurts Like Heaven» 3. «In My Place» 4. «Major Minus» 5. «Lovers in Japan» 6. «The Scientist» 7. «Yellow» 8. «God Put a Smile upon Your Face» 9. «Princess of China» 10. «Fix You» 11. «Viva la Vida» 12. «Charlie Brown» 13. «Paradise» Encore 1. «Us Against the World» 2. «Clocks» 3. «Lost!» (con Jay-Z) 4. «M.M.I.X.» (Interludio instrumental) 5. «Every Teardrop Is a Waterfall» |

## Fechas de la gira
| Fecha                    | Ciudad             | País                   | Lugar                                     |
| ------------------------ | ------------------ | ---------------------- | ----------------------------------------- |
| Europa                   |                    |                        |                                           |
| 26 de octubre de 2011    | Madrid             | España                 | Plaza de Toros de Las Ventas              |
| 27 de octubre de 2011    | Norwich            | Inglaterra             | UEA Large Common Room                     |
| 31 de octubre de 2011    | París              | Francia                | La Cigale                                 |
| 2 de noviembre de 2011   | Colonia            | Alemania               | E-Werk                                    |
| 21 de noviembre de 2011  | Roma               | Italia                 | Cinecittà                                 |
| 23 de noviembre de 2011  | Oslo               | Noruega                | Sentrum Scene                             |
| 3 de diciembre de 2011   | Glasgow            | Escocia                | Scottish Exhibition and Conference Centre |
| 4 de diciembre de 2011   | Mánchester         | Inglaterra             | Manchester Evening News Arena             |
| 6 de diciembre de 2011   | Londres            | Inglaterra             | Dingwalls                                 |
| 9 de diciembre de 2011   | Londres            | Inglaterra             | The O2 Arena                              |
| 10 de diciembre de 2011  | Londres            | Inglaterra             | The O2 Arena                              |
| 14 de diciembre de 2011  | París              | Francia                | Palais Omnisports de Paris-Bercy          |
| 15 de diciembre de 2011  | Colonia            | Alemania               | Lanxess Arena                             |
| 17 de diciembre de 2011  | Róterdam           | Países Bajos           | Ahoy Rotterdam                            |
| 18 de diciembre de 2011  | Amberes            | Bélgica                | Sportpaleis                               |
| 20 de diciembre de 2011  | Fráncfort del Meno | Alemania               | Festhalle Frankfurt                       |
| 21 de diciembre de 2011  | Berlín             | Alemania               | O2 World                                  |
| Asia                     |                    |                        |                                           |
| 31 de diciembre de 2011  | Abu Dhabi          | Emiratos Árabes Unidos | VOR Destination Village                   |
| Norteamérica             |                    |                        |                                           |
| 17 de abril de 2012      | Edmonton           | Canadá                 | Rexall Place                              |
| 18 de abril de 2012      | Calgary            | Canadá                 | Scotiabank Saddledome                     |
| 20 de abril de 2012      | Vancouver          | Canadá                 | Rogers Arena                              |
| 21 de abril de 2012      | Vancouver          | Canadá                 | Rogers Arena                              |
| 24 de abril de 2012      | Portland           | Estados Unidos         | Rose Garden Arena                         |
| 25 de abril de 2012      | Seattle            | Estados Unidos         | KeyArena                                  |
| 27 de abril de 2012      | San José           | Estados Unidos         | HP Pavilion at San Jose                   |
| 28 de abril de 2012      | San José           | Estados Unidos         | HP Pavilion at San Jose                   |
| 1 de mayo de 2012        | Los Ángeles        | Estados Unidos         | Hollywood Bowl                            |
| 2 de mayo de 2012        | Los Ángeles        | Estados Unidos         | Hollywood Bowl                            |
| 4 de mayo de 2012        | Los Ángeles        | Estados Unidos         | Hollywood Bowl                            |
| Europa                   |                    |                        |                                           |
| 18 de mayo de 2012       | Oporto             | Portugal               | Estádio do Dragão                         |
| 20 de mayo de 2012       | Madrid             | España                 | Estadio Vicente Calderón                  |
| 22 de mayo de 2012       | Niza               | Francia                | Stade Charles-Ehrmann                     |
| 24 de mayo de 2012       | Turín              | Italia                 | Estadio Olímpico de Turín                 |
| 26 de mayo de 2012       | Zúrich             | Suiza                  | Letzigrund                                |
| 29 de mayo de 2012       | Coventry           | Inglaterra             | Ricoh Arena                               |
| 1 de junio de 2012       | Londres            | Inglaterra             | Emirates Stadium                          |
| 2 de junio de 2012       | Londres            | Inglaterra             | Emirates Stadium                          |
| 4 de junio de 2012       | Londres            | Inglaterra             | Emirates Stadium                          |
| 7 de junio de 2012       | Sunderland         | Inglaterra             | Stadium of Light                          |
| 9 de junio de 2012       | Londres            | Inglaterra             | Estadio de Wembley                        |
| 9 de junio de 2012       | Mánchester         | Inglaterra             | Estadio Ciudad de Mánchester              |
| 10 de junio de 2012      | Mánchester         | Inglaterra             | Estadio Ciudad de Mánchester              |
| Norteamérica             |                    |                        |                                           |
| 22 de junio de 2012      | Dallas             | Estados Unidos         | American Airlines Center                  |
| 23 de junio de 2012      | Dallas             | Estados Unidos         | American Airlines Center                  |
| 25 de junio de 2012      | Houston            | Estados Unidos         | Toyota Center                             |
| 26 de junio de 2012      | Houston            | Estados Unidos         | Toyota Center                             |
| 28 de junio de 2012      | Tampa              | Estados Unidos         | Tampa Bay Times Forum                     |
| 29 de junio de 2012      | Miami              | Estados Unidos         | AmericanAirlines Arena                    |
| 2 de julio de 2012       | Atlanta            | Estados Unidos         | Philips Arena                             |
| 3 de julio de 2012       | Charlotte          | Estados Unidos         | Time Warner Cable Arena                   |
| 5 de julio de 2012       | Filadelfia         | Estados Unidos         | Wells Fargo Center                        |
| 6 de julio de 2012       | Filadelfia         | Estados Unidos         | Wells Fargo Center                        |
| 8 de julio de 2012       | Washington D. C.   | Estados Unidos         | Verizon Center                            |
| 9 de julio de 2012       | Washington D. C.   | Estados Unidos         | Verizon Center                            |
| 23 de julio de 2012      | Toronto            | Canadá                 | Air Canada Centre                         |
| 24 de julio de 2012      | Toronto            | Canadá                 | Air Canada Centre                         |
| 26 de julio de 2012      | Montreal           | Canadá                 | Centre Bell                               |
| 27 de julio de 2012      | Montreal           | Canadá                 | Centre Bell                               |
| 29 de julio de 2012      | Boston             | Estados Unidos         | TD Garden                                 |
| 30 de julio de 2012      | Boston             | Estados Unidos         | TD Garden                                 |
| 1 de agosto de 2012      | Auburn Hills       | Estados Unidos         | The Palace of Auburn Hills                |
| 3 de agosto de 2012      | East Rutherford    | Estados Unidos         | Izod Center                               |
| 4 de agosto de 2012      | East Rutherford    | Estados Unidos         | Izod Center                               |
| 7 de agosto de 2012      | Chicago            | Estados Unidos         | United Center                             |
| 8 de agosto de 2012      | Chicago            | Estados Unidos         | United Center                             |
| 10 de agosto de 2012     | Saint Paul         | Estados Unidos         | Xcel Energy Center                        |
| 11 de agosto de 2012     | Saint Paul         | Estados Unidos         | Xcel Energy Center                        |
| Europa                   |                    |                        |                                           |
| 28 de agosto de 2012     | Copenhague         | Dinamarca              | Parken Stadion                            |
| 30 de agosto de 2012     | Estocolmo          | Suecia                 | Stockholm Olympic Stadium                 |
| 2 de septiembre de 2012  | París              | Francia                | Stade de France                           |
| 4 de septiembre de 2012  | Colonia            | Alemania               | RheinEnergieStadion                       |
| 6 de septiembre de 2012  | La Haya            | Países Bajos           | Malieveld                                 |
| 12 de septiembre de 2012 | Múnich             | Alemania               | Estadio Olímpico de Múnich                |
| 14 de septiembre de 2012 | Leipzig            | Alemania               | Red Bull Arena (Leipzig)                  |
| 16 de septiembre de 2012 | Praga              | República Checa        | Synot Tip Arena                           |
| 19 de septiembre de 2012 | Varsovia           | Polonia                | Warsaw National Stadium                   |
| 22 de septiembre de 2012 | Hannover           | Alemania               | AWD-Arena                                 |
| Oceanía                  |                    |                        |                                           |
| 10 de noviembre de 2012  | Auckland           | Nueva Zelanda          | Mount Smart Stadium                       |
| 13 de noviembre de 2012  | Melbourne          | Australia              | Docklands Stadium                         |
| 17 de noviembre de 2012  | Sídney             | Australia              | Sydney Football Stadium                   |
| 18 de noviembre de 2012  | Sídney             | Australia              | Sydney Football Stadium                   |
| 21 de noviembre de 2012  | Brisbane           | Australia              | Suncorp Stadium                           |
| Norteamérica             |                    |                        |                                           |
| 29 de diciembre de 2012  | Uncasville         | Estados Unidos         | Mohegan Sun Arena                         |
| 30 de diciembre de 2012  | Brooklyn           | Estados Unidos         | Barclays Center                           |
| 31 de diciembre de 2012  | Brooklyn           | Estados Unidos         | Barclays Center                           |

Festivales y otros espectáculos diversos
1. ↑  Este concierto fue parte de «American Express Unstaged».[26]
2. ↑  Este concierto fue parte de «BBC Radio 1's Student Tour».[27]
3. ↑  Este concierto fue parte de «1Live Radiokonzert».[28]
4. ↑  Este concierto fue parte de «Radio 2 In Concert».[29]
5. ↑  Este concierto fue parte de «Under 1 Roof: A Benefit for Kids Company».[30]
6. ↑  Este concierto fue parte de «Volvo Ocean Race».[31]
7. ↑  Este concierto fue parte de «Capital FM's Summertime Ball».[56]

### Recaudaciones
| Lugar                                     | Ciudad           | Boletos vendidos / disponibles | Ingresos brutos |
| ----------------------------------------- | ---------------- | ------------------------------ | --------------- |
| Scottish Exhibition and Conference Centre | Glasgow          | 9,243 / 9,654 (96%)            | $780,797        |
| Manchester Evening News Arena             | Mánchester       | 18 103 / 18 305 (99%)          | $1,530,480      |
| The O2 Arena                              | Londres          | 29 835 / 30 200 (99%)          | $2,553,150      |
| Palais Omnisports de Paris-Bercy          | París            | 16 500 / 17 000 (97%)          | $1 152 990      |
| Lanxess Arena                             | Colonia          | 16 139 / 16 139 (100%)         | $1 156 640      |
| Sportpaleis                               | Amberes          | 18 340 / 18 340 (100%)         | $1 477 530      |
| Festhalle Frankfurt                       | Frankfurt        | 15 148 / 15 148 (100%)         | $1 149 270      |
| O2 World Berlín                           | Berlín           | 14 660 / 14 991 (98%)          | $1 120 610      |
| Rexall Place                              | Edmonton         | 14 306 / 16 238 (88%)          | $1 220 710      |
| Scotiabank Saddledome                     | Calgary          | 14 463 / 14 463 (100%)         | $1 277 710      |
| Rogers Arena                              | Vancouver        | 31 766 / 34 000 (93%)          | $2 794 890      |
| Rose Garden                               | Portland         | 12 966 / 12 966 (100%)         | $1 076 567      |
| KeyArena                                  | Seattle          | 14 244 / 14 244 (100%)         | $1 209 544      |
| HP Pavilion at San Jose                   | San José         | 33 894 / 33 894 (100%)         | $2 612 395      |
| Hollywood Bowl                            | Los Ángeles      | 49 466 / 49 466 (100%)         | $4 158 205      |
| Estádio do Dragão                         | Oporto           | 52 457 / 52 457 (100%)         | $4,467,650      |
| Estadio Vicente Calderón                  | Madrid           | 50 873 / 50 873 (100%)         | $3 698 900      |
| Stade Charles-Ehrmann                     | Niza             | 43 364 / 43 364 (100%)         | $2 812 670      |
| Estadio Olímpico de Turín                 | Turín            | 39 778 / 39 778 (100%)         | $2 637 910      |
| Letzigrund                                | Zúrich           | 48 826 / 48 826 (100%)         | $6 051 640      |
| Ricoh Arena                               | Coventry         | 40 498 / 40 498 (100%)         | $3 483 080      |
| Emirates Stadium                          | Londres          | 173 596 / 173 596 (100%)       | $14 421 500     |
| Stadium of Light                          | Sunderland       | 55 220 / 55 220 (100%)         | $4 326 040      |
| Etihad Stadium                            | Mánchester       | 113 256 / 113 256 (100%)       | $9 081 600      |
| American Airlines Center                  | Dallas           | 33 532 / 33 532 (100%)         | $2 581 064      |
| Toyota Center                             | Houston          | 26 763 / 26 763 (100%)         | $2 237 219      |
| Tampa Bay Times Forum                     | Tampa            | 15 934 / 16 830 (95%)          | $1 205 475      |
| American Airlines Arena                   | Miami            | 18 266 / 18 266 (100%)         | $1 314 147      |
| Philips Arena                             | Atlanta          | 17 218 / 17 218 (100%)         | $1 220 718      |
| Time Warner Cable Arena                   | Charlotte        | 15 509 / 15 509 (100%)         | $1 230 556      |
| Wells Fargo Center                        | Filadelfia       | 33 680 / 33 680 (100%)         | $2 745 129      |
| Verizon Center                            | Washington D. C. | 32 266 / 32 266 (100%)         | $2 710 116      |
| Air Canada Centre                         | Toronto          | 35 434 / 35 434 (100%)         | $3 385 030      |
| Bell Centre                               | Montreal         | 36 893 / 36 984 (99%)          | $3 204 030      |
| TD Garden                                 | Boston           | 32 248 / 32 248 (100%)         | $2 744 129      |
| Palace of Auburn Hills                    | Auburn Hills     | 15 401 / 15 401 (100%)         | $1 185 387      |
| Izod Center                               | East Rutherford  | 37 225 / 37 225 (100%)         | $3 286 692      |
| United Center                             | Chicago          | 33 995 / 33 995 (100%)         | $2 893 220      |
| Xcel Energy Center                        | Saint Paul       | 28 257 / 28 257 (100%)         | $2 472 728      |
| Parken Stadium                            | Copenhague       | 50 595 / 50 595 (100%)         | $3 706 340      |
| Stockholm Olympic Stadium                 | Estocolmo        | 33 801 / 33 801 (100%)         | $3 114 210      |
| Stade de France                           | París            | 77 813 / 77 813 (100%)         | $6 360 020      |
| RheinEnergieStadion                       | Colonia          | 44 575 / 44 575 (100%)         | $3 366 680      |
| Malieveld                                 | La Haya          | 68 274 / 68 274 (100%)         | $5 125 500      |
| Olympic Stadium                           | Múnich           | 54 017 / 54 017 (100%)         | $4 286 410      |
| Red Bull Arena                            | Leipzig          | 35 075 / 35 075 (100%)         | $2 748 530      |
| Synot Tip Arena                           | Praga            | 34 609 / 34 609 (100%)         | $2 775 130      |
| National Stadium                          | Varsovia         | 40 492 / 40 492 (100%)         | $2 480 500      |
| AWD-Arena                                 | Hannover         | 43 414 / 43 414 (100%)         | $3 411 640      |
| Mount Smart Stadium                       | Auckland         | 37 394 / 37 394 (100%)         | $3 907 510      |
| Docklands Stadium                         | Melbourne        | 63 378 / 63 378 (100%)         | $7 300 900      |
| Allianz Stadium                           | Sídney           | 92 717 / 92 717 (100%)         | $10 703 300     |
| Suncorp Stadium                           | Brisbane         | 51 435 / 51 435 (100%)         | $6 025 180      |
| Mohegan Sun Arena                         | Uncasville       | 8 519 / 8 519 (100%)           | $918 355        |
| Barclays Center                           | Brooklyn         | 32 119 / 32 119 (100%)         | $4 806 442      |
| TOTAL                                     | TOTAL            | 2 106 889 / 2 114 751 (99%)    | $181 710 765    |

## Transmisiones y grabaciones
El concierto presentación en Madrid fue transmitido en directo en YouTube. Bajo el título «Coldplay: Live Unstaged», la banda interpretó canciones de su nuevo álbum junto a éxitos anteriores. El concierto fue emitido el 26 de octubre de 2011. El espectáculo no sólo fue transmitido en YouTube, sino también en Times Square. Los usuarios de Internet pudieron ver contenido exclusivo, incluyendo una entrevista pre-show y el material de sonido de la banda. Los espectadores también fueron capaces de seleccionar su vista de cámara, que abarcó desde «delante del escenario» a «aérea». Anton Corbijn dirigió el espectáculo y American Express lo presentó. La transmisión en directo ha sido vista por más de veinte millones de espectadores.
La presentación en el UEA Large Common Room fue transmitido en BBC Radio 1 el 27 de octubre de 2011. El concierto en La Cigale fue también transmitido en directo exclusivamente para revisores en Europa Oriental y Asia en Orange. El espectáculo en Dingwalls también fue transmitido en directo en BBC Radio 2 el 15 de diciembre de 2011. El concierto del 1 de julio en Emirates Stadium salió al aire en Absolute Radio. Conocido como «Coldplay: Live at the Emitates», la presentación completa salió al aire y sin interrupciones. Antes de que el programa fuese emitido, DJ Geoff Lloyd presentó una entidad especial, «Coldplay Hometime Special». La colección incluyó entrevistas con los miembros de la banda, junto a sus éxitos.